# José Orlandis
José Orlandis Rovira (ur. 29 kwietnia 1918 w Palmie, zm. 24 grudnia 2010 tamże) – hiszpański ksiądz z Prałatury Opus Dei, teolog, prawnik, profesor prawa kanonicznego i pierwszy dziekan wydziału Prawa Kanonicznego Uniwersytetu Nawarry. Założyciel i wieloletni dyrektor Instytutu Historii Kościoła.

## Życiorys
Został profesorem uniwersyteckim w Saragossie na wydziale prawa w 1942 r. W 1946 został wyświęcony na księdza prałatury Opus Dei. Był ze Św. Josemarią, kiedy ten przyjechał po raz pierwszy do Rzymu. Doktorat z prawa kanonicznego uzyskał na Papieskim Uniwersytecie Laterańskim. Był dziekanem Wydziału Prawa Kanonicznego i dyrektorem Instytutu Historii Kościoła Uniwersytetu Nawarry w Pampelunie. Wykładowca Uniwersytetu św. Krzyża w Rzymie.
Większość jego prac skupia się na Hiszpanii z epoki Wizygotów i na średniowiecznym Kościele katolickim na zachodzie.

## Ważniejsze prace
- Kościół katolicki w drugiej połowie XX wieku, wyd. pol. Radom, Polwen, 2007, ISBN 978-83-89862-26-6.
- Przygoda życia wiecznego, wyd. pol. Warszawa, Wydawnictwo Księży Marianów, 2008, ISBN 978-83-7502-109-7.
- Krótka historia Kościoła katolickiego
- Lata młodości w Opus Dei (Świadectwa)
- Historia Hiszpanii (1977)
- Europa i jej chrześcijańskie korzenie